# La Couture (Vendeia)
La Couture é uma comuna francesa na região administrativa da Pays de la Loire, no departamento de Vendéia. Estende-se por uma área de 7,03 km². Em 2010 a comuna tinha 223 habitantes (densidade: 31,7 hab./km²).